# Giardino dell'Umile Amministratore
Il Giardino dell'Umile Amministratore (cinese: 拙政园; pinyin: Zhuōzhèng yuán) è un giardino cinese tradizionale di Suzhou, nella provincia dello Jiangsu, in Cina.
Il giardino, sito al n°178 di Dongbei Jie (东北 街 178 号), è il più famoso dei Giardini classici di Suzhou, iscritto nelle liste del patrimonio dell'umanità promosso dall'UNESCO. Con i suoi 78 mu (亩) (5,2 ha), è il più grande giardino di Suzhou ed è considerato il più bel giardino di tutta la Cina meridionale.

## Storia

### Origini e antenati
Su questo luogo esisteva un primo giardino già nel periodo
Sul sito del giardino fu costruito per la prima volta un giardino durante il regno di Shaoxing (1131-1162) della dinastia Song meridionale. Successivamente passò di proprietà e venne continuamente modificato. Fu anche la residenza di Lu Guimeng, uno studioso della dinastia Tang. In seguito, durante la dinastia Yuan, divenne il giardino del tempio di Dahong; ma durante la conquista di Suzhou da parte dei Ming, nel 1367, il tempio andò bruciato.

### Costruzione del giardino
Wang Xiancheng, ufficiale Ming la cui vita è stata tumultuosamente punteggiata di retrocessioni e promozioni, nel 1509 aveva rinunciato al suo ultimo incarico ufficiale come magistrato della contea di Yongjia nella provincia di Zhejiang. In occasione della morte del padre, decise di ritirarsi in pensione nella sua casa natale di Suzhou e iniziò la creazione di un vasto giardino sul sito del fatiscente tempio di Dahong.
Questo giardino, pensato per esprimere il suo gusto raffinato, richiese 16 anni per terminarne la costruzione e ricevette da subito molta attenzione da parte di numerosi artisti.
Al giardino venne conferito questo nome (per la prima volta nel 1517) da un verso del famoso poeta ufficiale della dinastia Jīn, Pan Yue, nella sua prosa, Xianju Fu (Una Vita Inattiva):
Questo verso simboleggiava il desiderio di Wang di ritirarsi dalla politica e adottare una vita da eremita alla maniera di Tao Yuanming.
Il famoso artista Wen Zhengming, nativo di Suzhou e amico di Wang, scrisse nel 1531 un saggio Il giardino dell'umile amministratore di Wang con una raccolta di 31 scene dipinte del giardino ciascuna accompagnata da una poesia. Nel 1533 dipinse un'altra scena: la Primavera di giada, anch'essa accompagnata ad una poesia.
Il figlio Wang perdette il giardino per saldare i debiti di gioco e venne acquistato Wen Zhengming. Questi, nel 1551, produsse una nuova raccolta. Selezionò dodici delle trentuno poesie dell'album precedente e ridisegnò le scene con differenti vedute. Otto delle dodici scene dell'album esistono ora e si trovano oggi al Metropolitan Museum of Art di New York.
Alla morte di Wen Zhengming il giardino cambiò diverse proprietà. Nel 1631 la parte orientale venne separata dal resto del giardino e acquistata da Wang Xinyi, vice ministro del consiglio di giustizia. Egli apportò molte modifiche nel corso dei quattro anni successivi, terminando i lavori nel 1635. Dopo il completamento fu ribattezzato Sede del Giardino (歸 田園 居). Il giardino centrale fu acquistato da Jiang Qi, governatore dello Jiangsu nel 1738, che dopo ampi lavori di ristrutturazione lo ha ribattezzò Giardino ricostruito. Contemporaneamente il Giardino Occidentale veniva acquistato dal capo istografo Ye Shikuan e ribattezzato Giardino dei Libri.
Nel 1860 divenne la residenza di Li Xiucheng, un comandante dei Taiping, e venne di nuovo rimodellato. Si dice che l'aspetto attuale del giardino sia ereditato da questo periodo.
Il Giardino dei Libri fu acquistato da un mercante di Suzhou, Zhang Lüqian, nel 1877 e ribattezzato Giardino Supplementare.
Infine, nel 1949, le tre le parti del giardino furono finalmente riunite dal governo cinese e successivamente restaurate e aperte al pubblico nel 1952.
Nel 1997 il giardino è stato dichiarato Patrimonio dell'Umanità dall'UNESCO.
Si suppone che Cao Xueqin, autore de Il sogno della camera rossa, abbia vissuto nel giardino durante la sua adolescenza, intorno al 1735. Tra gli studiosi cinesi, si ritiene che gran parte del giardino del suo romanzo sia stato ispirato allo scenario del Giardino dell'umile amministratore.

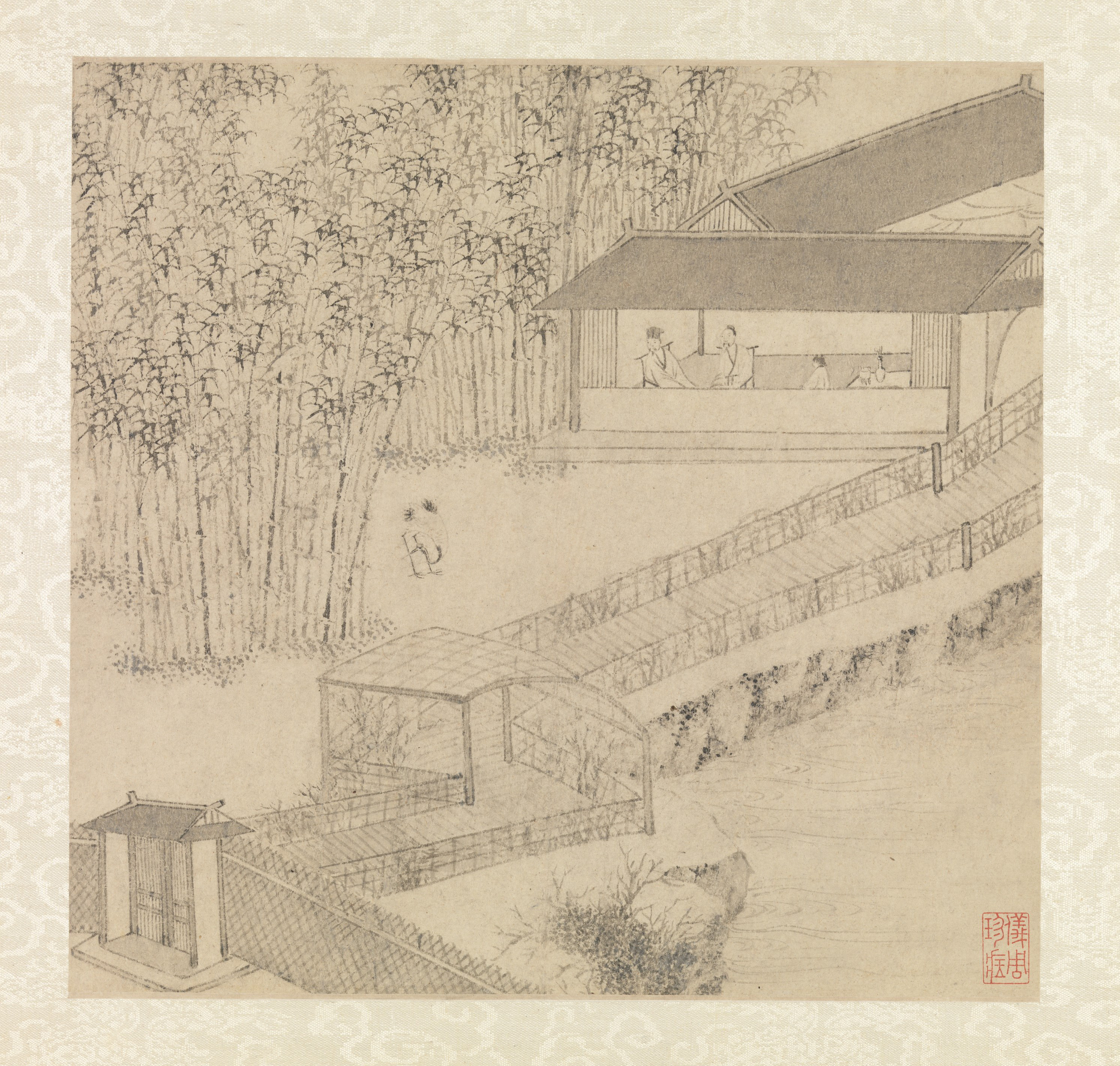
Uno dei fogli di Wen Zhengming del 1551
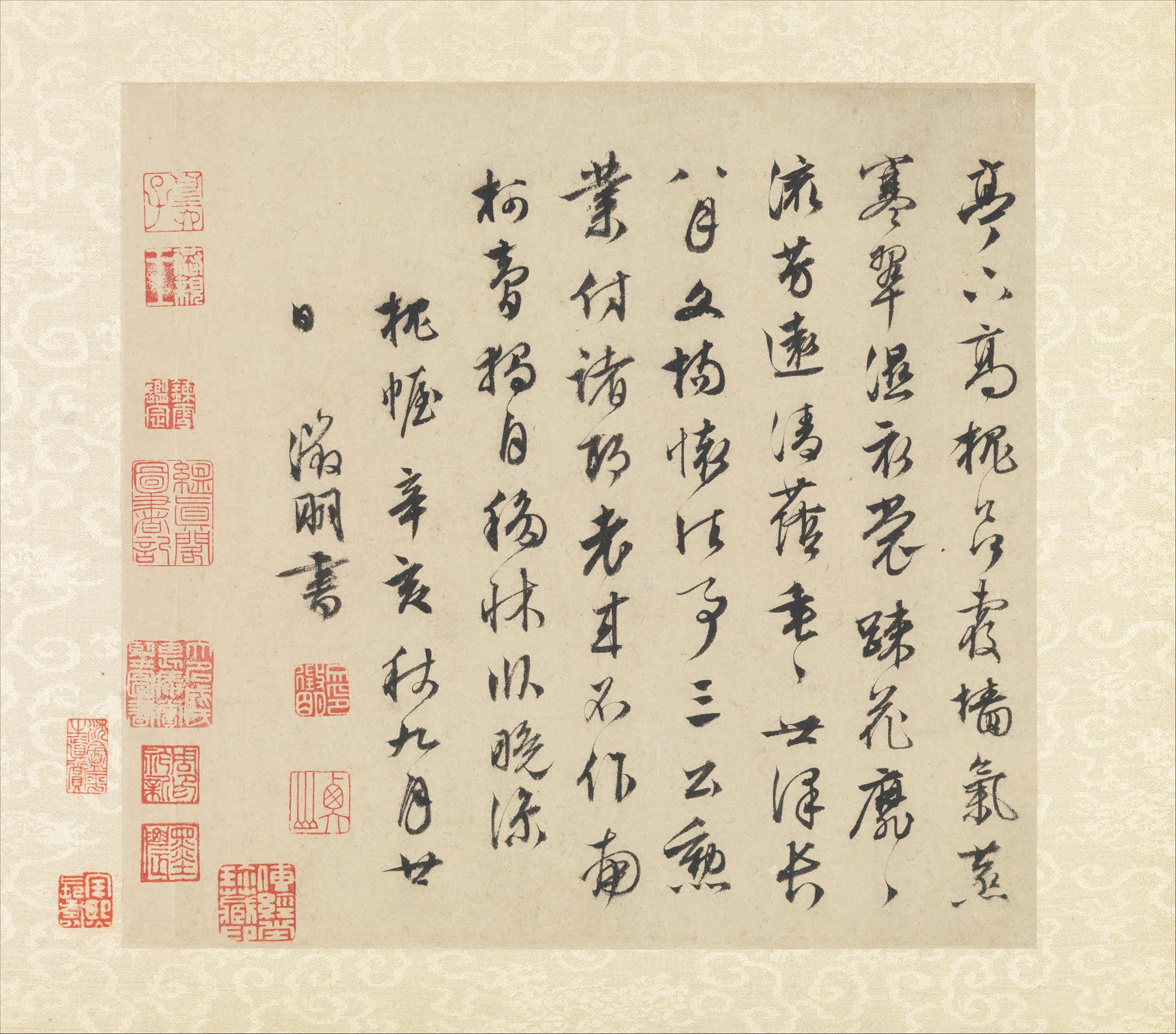
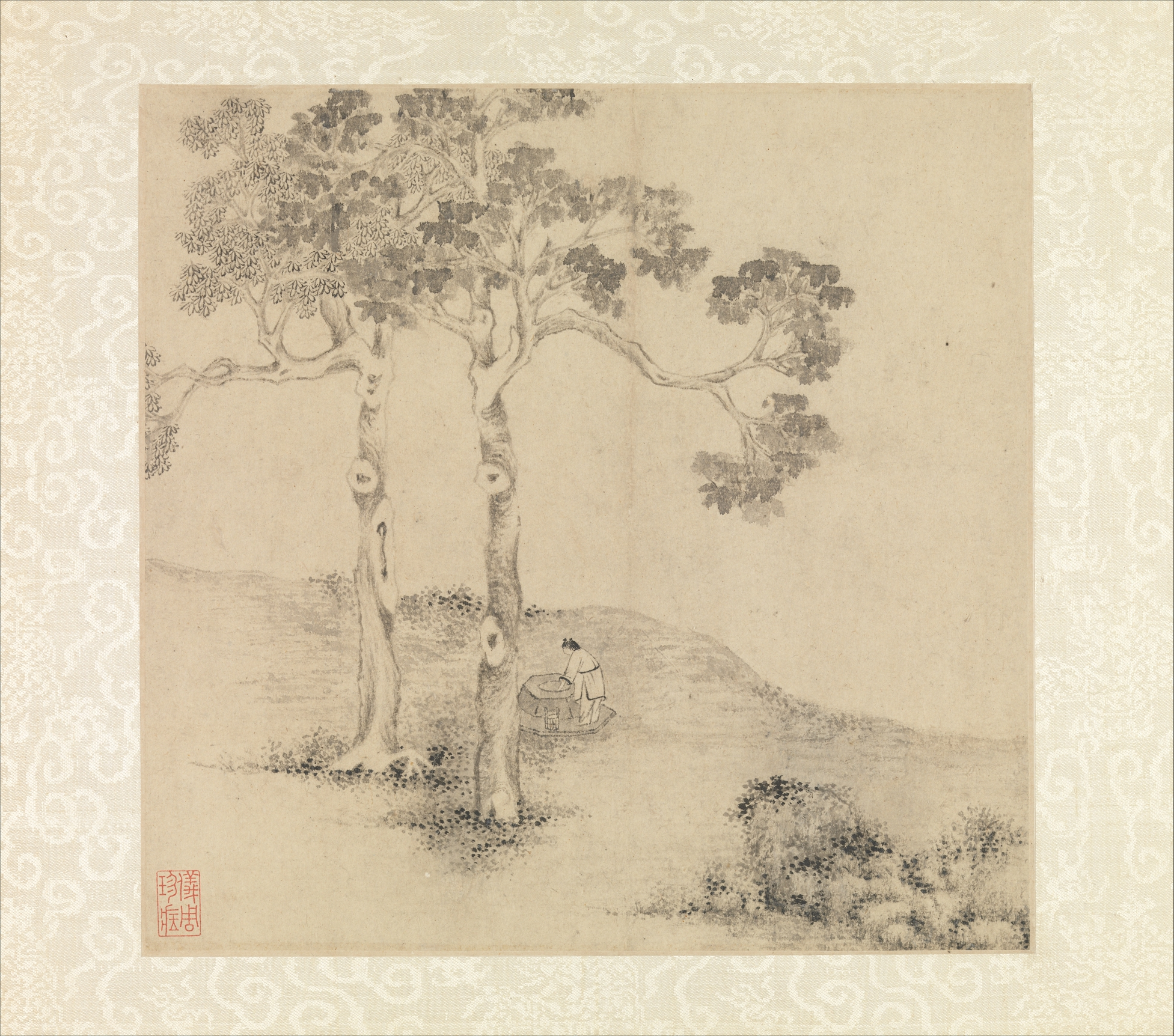
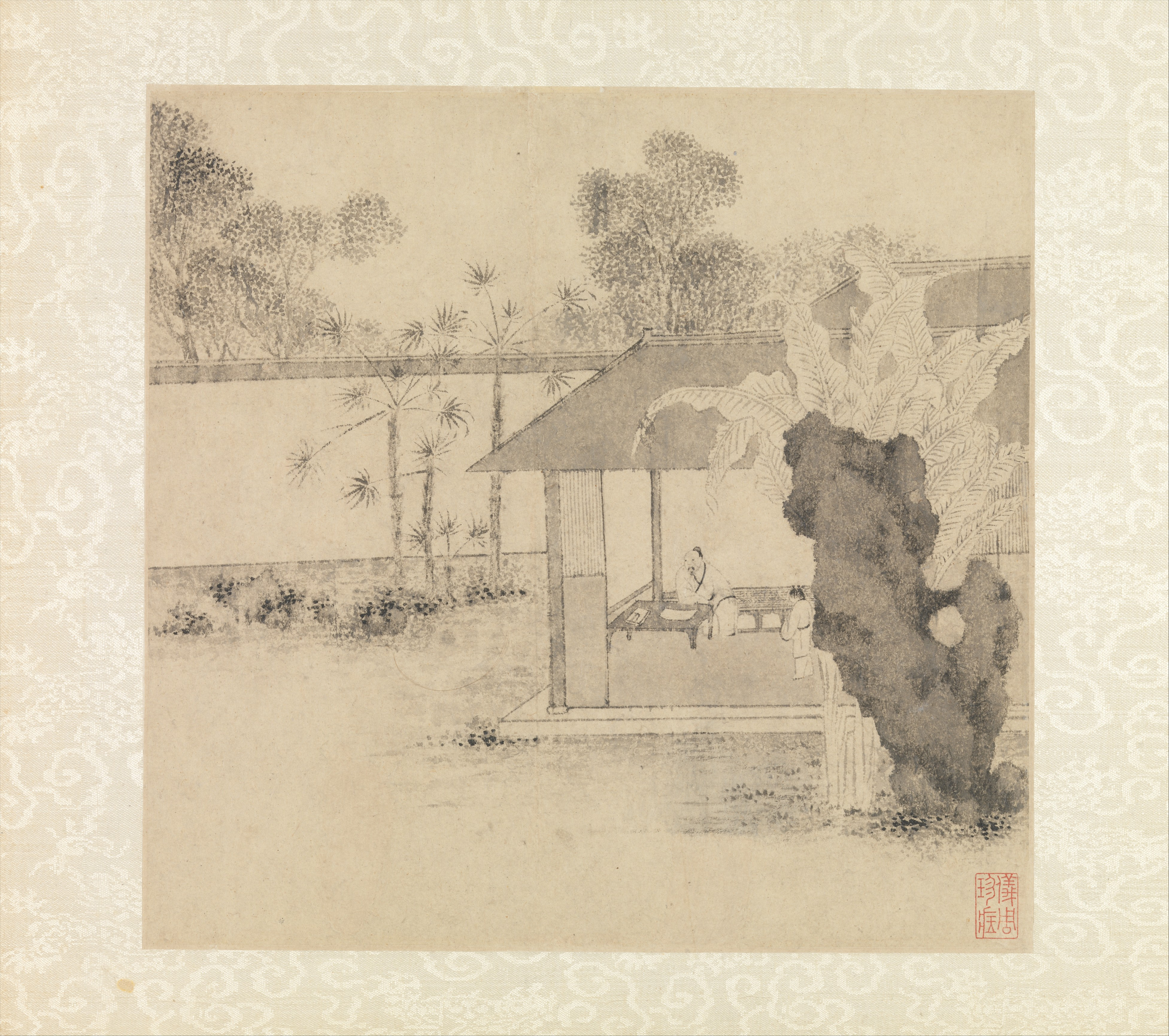

## Descrizione

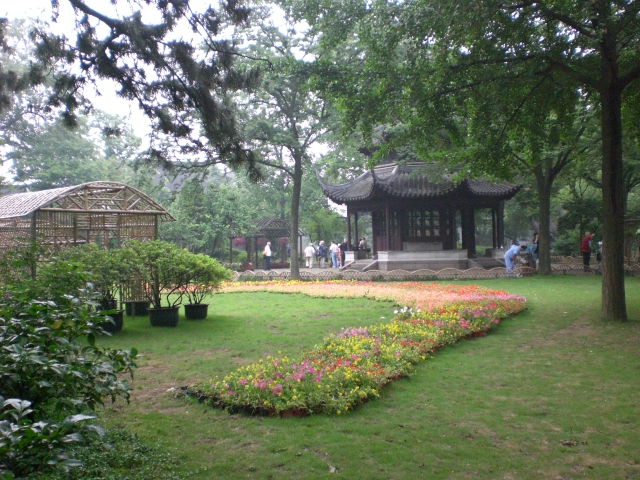
Il giardino orientale

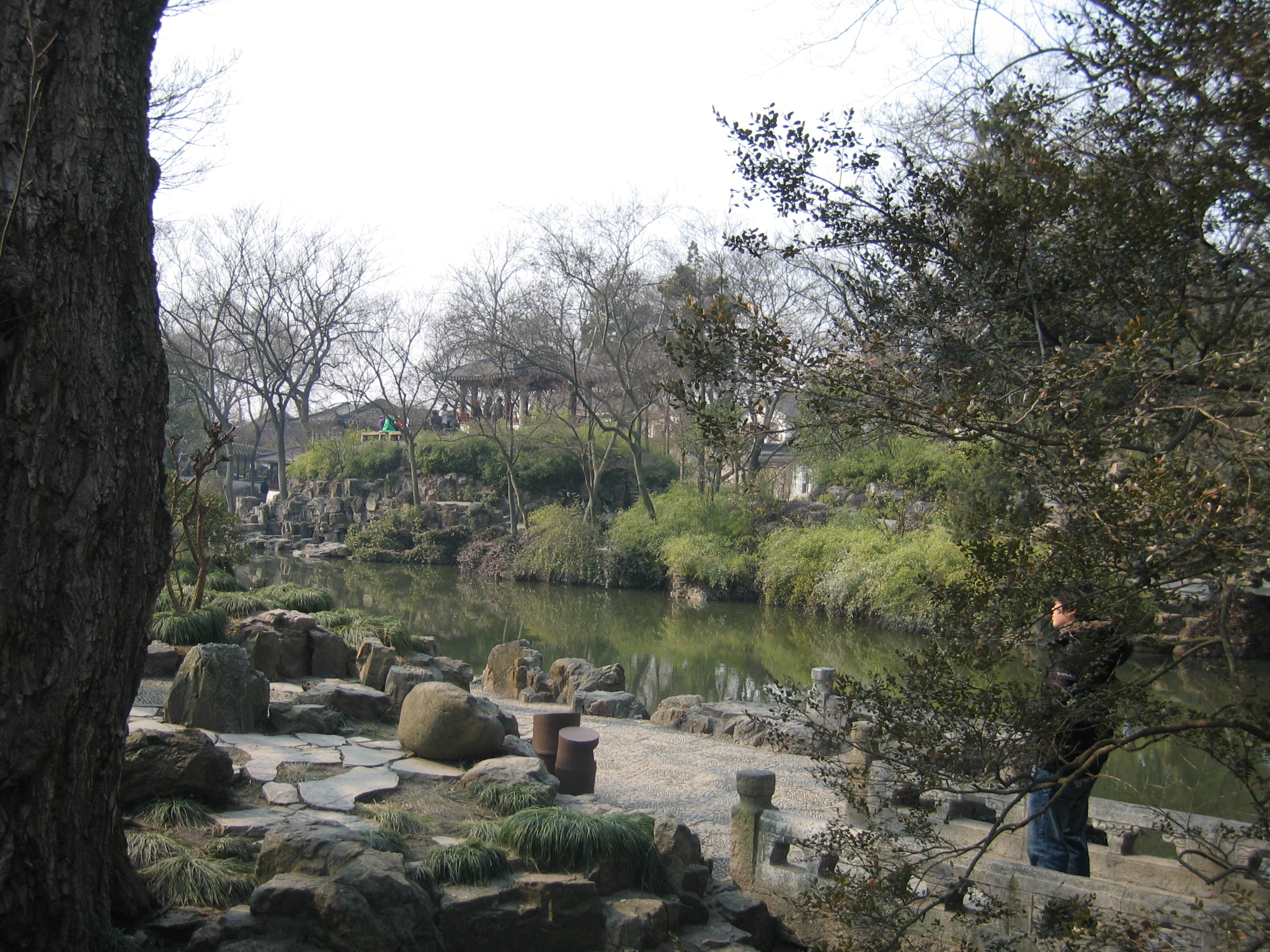
Il giardino occidentale

Come la tradizione vuole, anche il giardino dell'Umile Amministratore ha quattro componenti di base: la pietra, la pianta, l'architettura e l'acqua; che si intrecciano in infinite combinazioni. Ricorrente è la ricreazione del paesaggio naturale in miniatura. Le piante qui rappresentano varie stagioni, peonie per la primavera, loto per l'estate, osmanto nel periodo invernale e prugne fiorite in inverno.
Il giardino, ricco di canali, laghi con isole, boschetti, giardini di rocce e di bonsai, è costellato di numerosi padiglioni. Questi elementi sono tutti collegati fra loro da un labirinto di intricati viottoli e pittoreschi ponticelli.
La residenza si trova a sud del giardino. In totale, il giardino accoglie 48 diversi edifici con 101 tavolette, 40 stele, 21 preziosi alberi secolari e oltre 700 penjing/penzai in stile Suzhou.
Si compone in tre parti principali incastonate intorno a un grande lago:
- Il giardino orientale (una volta chiamata Guitianyuanjue): è dominato da un grande prato verde sul quale si inseriscono, scenograficamente, un laghetto con un padiglione. Il prato è circondato da un boschetto di alberi di Mirto crespo in allusione al Segretariato di Stato della Dinastia Tang detto appunto "Dipartimento del Mirto Crespo".
- Il giardino centrale (Zhuozheng Yuan): è composto da molte scene disposte intorno allo stagno dell'Onda impetuosa. All'interno dello stagno tre isole ricreano lo scenario delle mitiche isole mare di Bohai e del Monte Penglai.
- Il giardino occidentale (il Giardino Supplementare): è grande la metà della parte centrale ed è anche principalmente dominato dall'acqua. Lo stagno corre da nord a sud, e nella parte centrale sorge un isolotto. Sebbene piccolo, è progettato con meticolosa cura e precisione e ricrea i paesaggi naturali costituiti da piccole montagne e stagni[2]. A belvedere sul lago sorge il Padiglione delle 36 Paia di Anatre Mandarine, arredato con mobili Qing[4], e composto da quattro sale, disposte ai quattro angoli del salone centrale; le pareti sono costituite interamente da vetrate dai vetri bianchi e blu. All'estremità della zona occidentale è il Giardino di Bonsai.

Giardino dell'Umile Amministratore
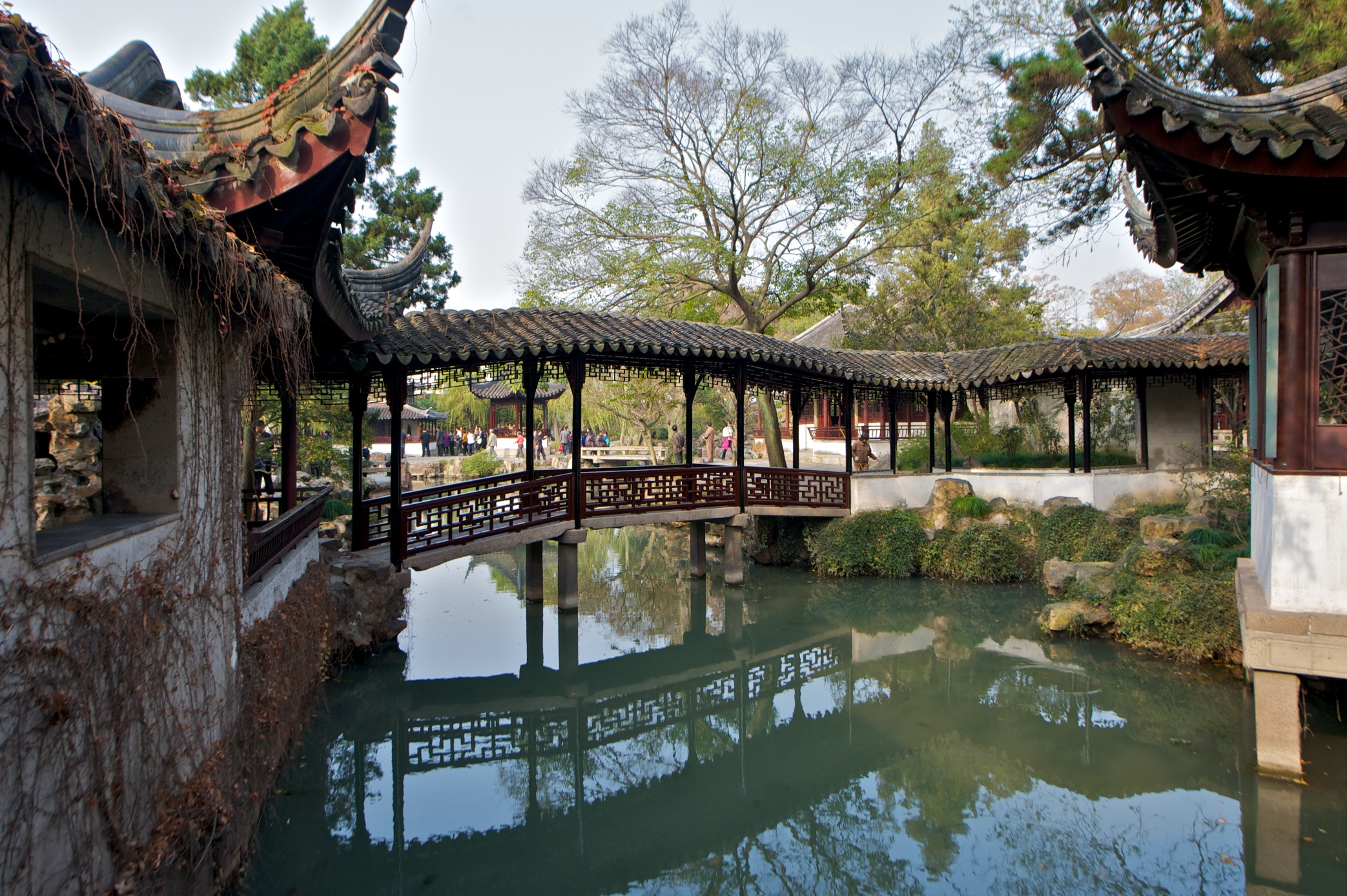
Il Ponte dell'Arcobaleno
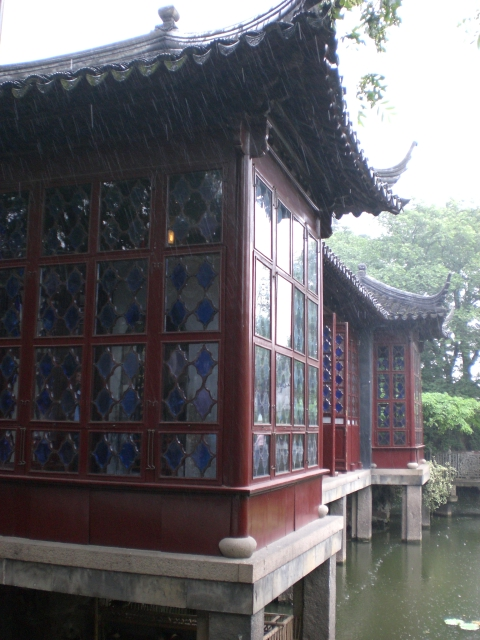
Il Padiglione delle 36 Paia di Anatre Mandarine
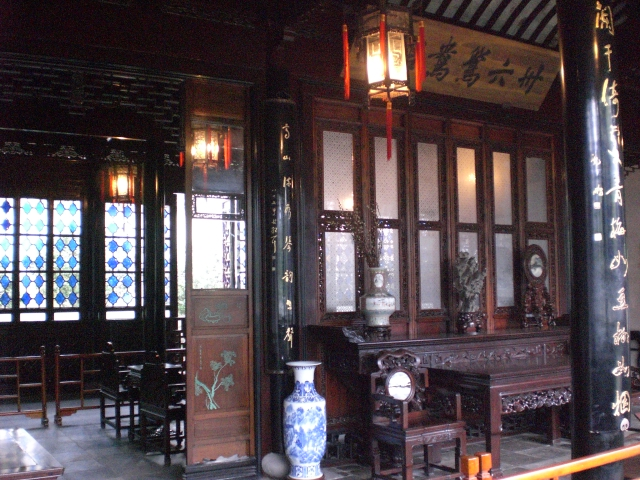
Il Padiglione delle 36 Paia di Anatre Mandarine
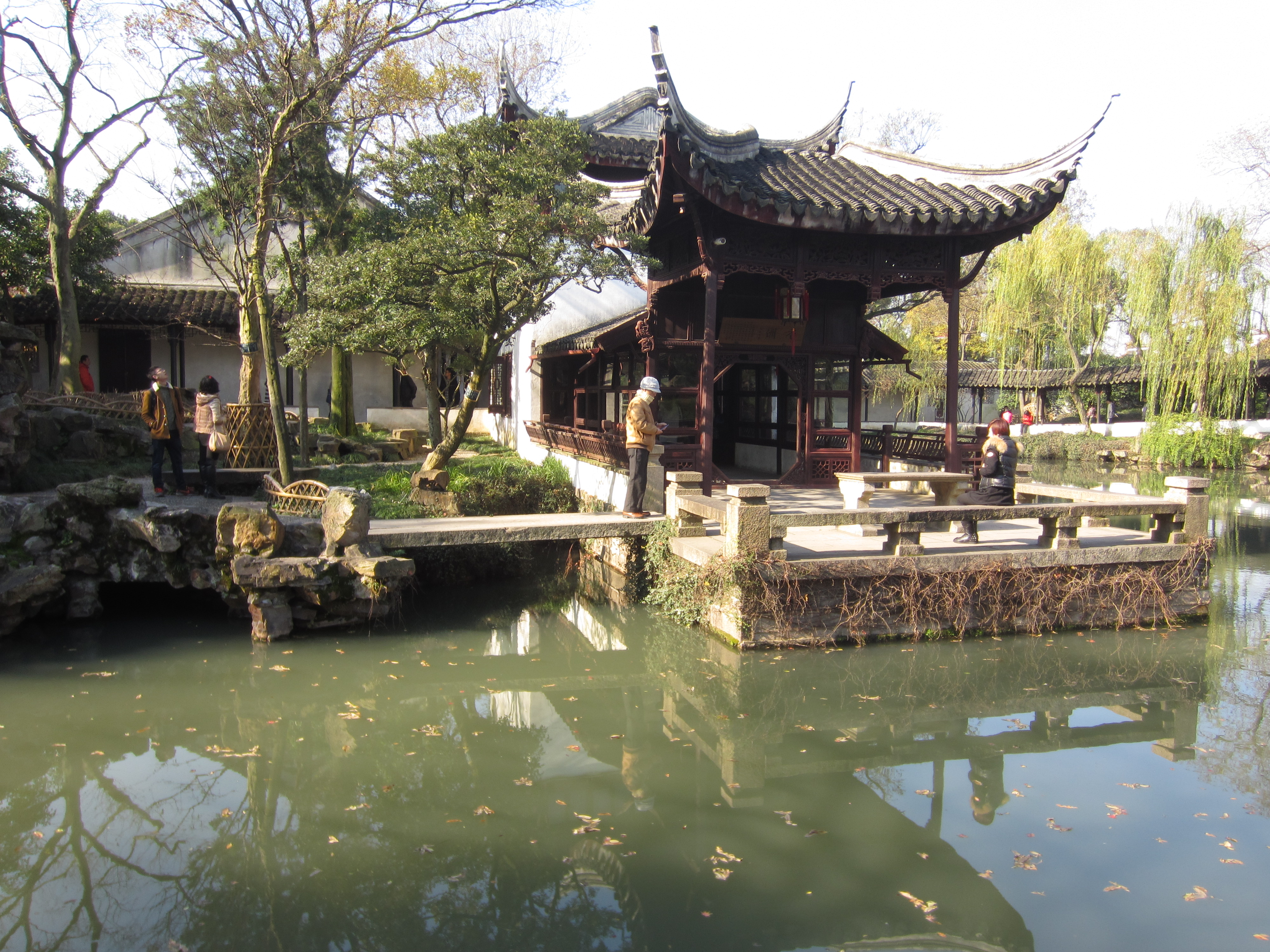
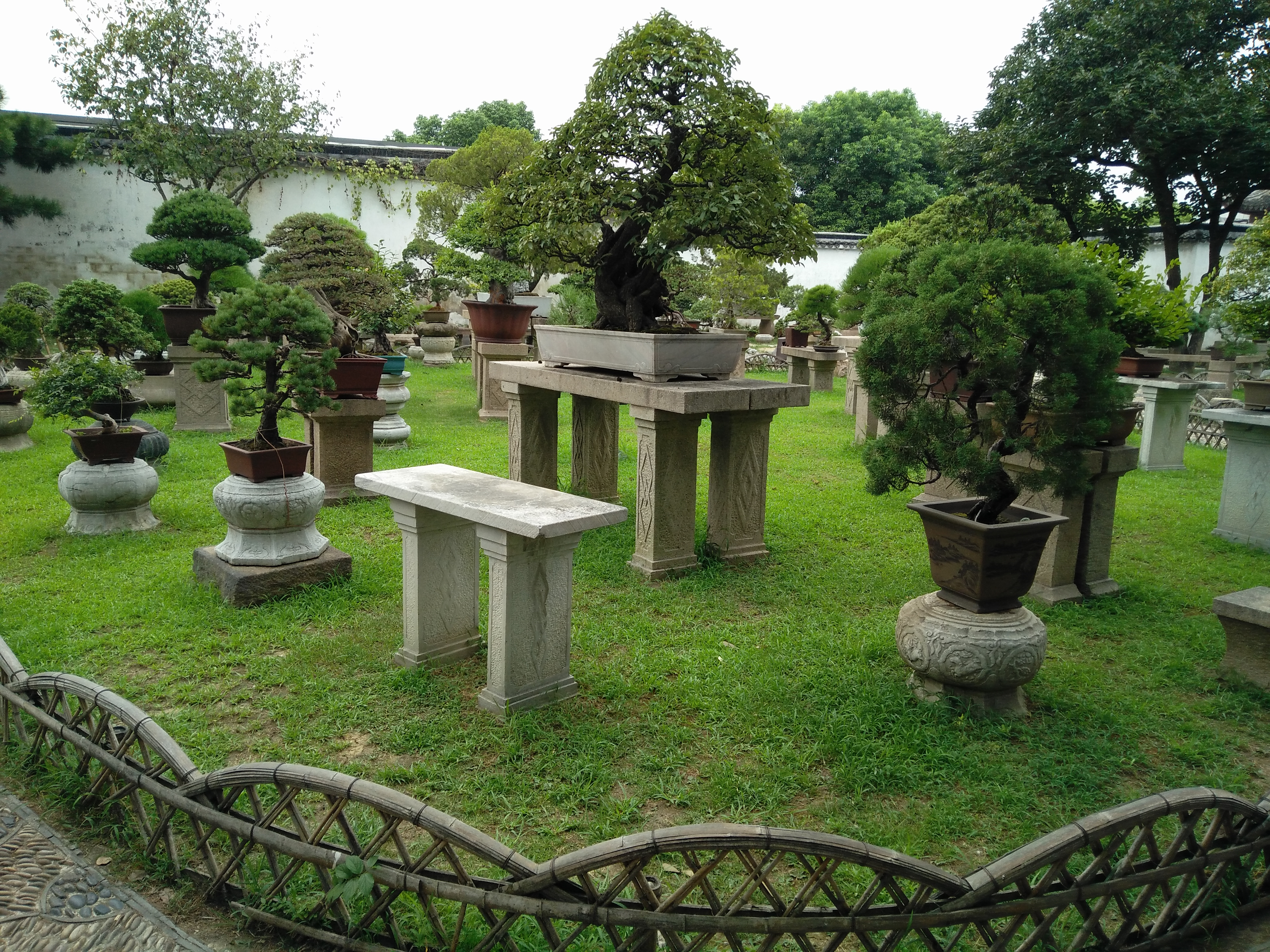
Il Giardino dei Bonsai
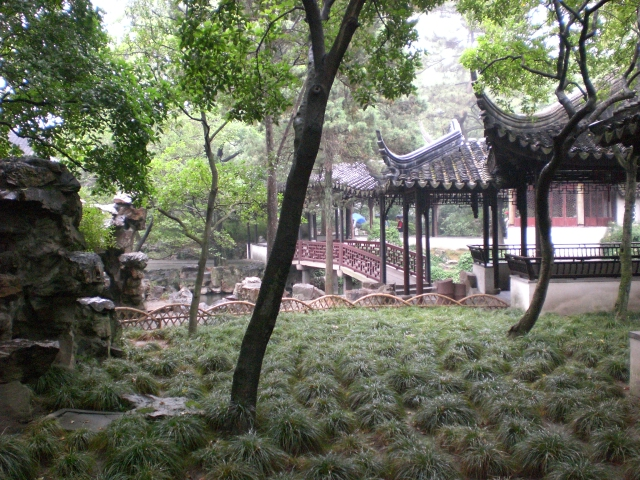